# Frédéric van den Steen de Jehay

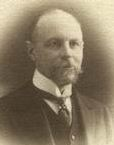

Graaf Frédéric (Fritz) Marie Joseph Ghislain van den Steen de Jehay (Gent, 22 juni 1858 - Vinkem, 7 oktober 1918) was een Belgisch diplomaat.

## Biografie
Graaf Frédéric van den Steen de Jehay was een telg uit het geslacht Van den Steen. Hij was een zoon van graaf Victor van den Steen de Jehay, burgemeester van Uitbergen, en Victorine de Lichtervelde. Hij was een kleinzoon van baron Charles van den Steen de Jehay en een neef van graaf Louis van den Steen de Jehay.
Hij trouwde in 1902 in Eigenbrakel met barones Henriette Snoy (1873-1957), dochter van baron Georges Snoy, gemeenteraadslid van Eigenbrakel en volksvertegenwoordiger. Het huwelijk bleef kinderloos.

### Loopbaan
Van 1888 tot 1897 was hij attaché op het kabinet van koning Leopold II. Vervolgens was hij gezantschapsraad in Constantinopel (1897-1905) en buiengewoon gezant en gevolmachtigd minister in Luxemburg (1907-1914).
Van 1916 tot zijn overlijden in 1918 was hij kabinetschef van koning Albert I. Als privésecretaris van de koning en koningin behandelde hij reeds vanaf augustus 1914 alle correspondentie die aan de Koning was gericht, zelfs die van politieke aard. Hij pendelde tussen de koning, die in De Panne verbleef, en de Belgische regering in Le Havre.